# Cyclopentadienyl

Structuurformule van het cyclopentadiënyl-anion, met weergave van de delokalisatie van de negatieve lading in de ring.

Het cyclopentadiënyl-anion of cyclopentadiënide-ion (IUPAC-naam: cyclopenta-2,4-dieen-1-ide) is het anion dat ontstaat na deprotonering van cyclopentadieen. Het is een eenwaardig negatief geladen polyatomisch ion met als brutoformule C5H5−. Aangezien cyclopentadieen een zwak zuur is (pKa = 16), verloopt de deprotonering zeer vlot, zelfs met basen als natriumhydroxide. De relatief grote zuursterkte, en dus lage pKa, wordt veroorzaakt doordat de gevormde zuurrest (het cyclopentadiënide-anion) gestabiliseerd wordt door de aromaticiteit die ontstaat. Cyclopentadiënyl wordt vaak afgekort tot Cp.

## Cyclopentadiënylcomplexen
Het cyclopentadiënyl-anion wordt voornamelijk in de organometaalchemie toegepast als stabiel ligand voor overgangsmetalen (cyclopentadiënylcomplexen). Daarbij binden 2 cyclopentadiënylionen aan één metaalion. Het metaalion zit dan als het ware gesandwiched, vandaar de overkoepelende naam voor deze groep structureel verwante stoffen: sandwichverbindingen. Daarnaast wordt ook de naam metallocenen gebruikt (hoewel die naam ook op andere cyclische liganden slaat, zoals cyclo-octatetraeen in uranoceen). Voorbeelden van dergelijke cyclopentadiënylcomplexen zijn ferroceen, chromoceen en nikkeloceen.
Het anion komt ook voor in organometaalverbindingen, zoals cyclopentadiënylnatrium.